# Ju Kwang-min
Ju Kwang-min (* 20. Mai 1990) ist ein nordkoreanischer Fußballtorhüter.

## Karriere
Ju tritt international als Spieler der Sportgruppe Lokomotive („Kigwancha“) in Erscheinung.
Für nordkoreanische Auswahlteams war er international bereits auf Juniorenebene aktiv. 2005 war er Stammtorhüter bei der U-17-Weltmeisterschaft 2005 in Peru, als man erst im Viertelfinale nach Verlängerung an Brasilien scheiterte. 2006 war er beim Gewinn der U-19-Asienmeisterschaft Stammkeeper der U-20-Auswahl um Kapitän Kim Kum-il, mit der er 2007 auch an der U-20-WM in Kanada teilnahm. Dort reichten Unentschieden gegen Panama und Tschechien und eine 0:1-Niederlage gegen den späteren Weltmeister Argentinien nicht zum Erreichen der K.-o.-Runde.
In der Folge schlossen sich Einsätze in der nordkoreanischen Olympiaauswahl (U-23) an. So stand er während der Qualifikation für das olympische Fußballturnier 2008 zwischen den Pfosten, als man in der letzten Qualifikationsrunde hinter Australien und Irak blieb sowie bei den Ostasienspielen 2009, wo man durch zwei verlorene Elfmeterschießen im Halbfinale und dem Spiel um Platz 3 einen Medaillenrang knapp verfehlte.
Zu seinem Debüt in der nordkoreanischen Nationalmannschaft kam Ju 2007 in den beiden Erstrunden-Partien der WM-Qualifikation gegen die Mongolei. In den weiteren Qualifikationsrunden standen dann Ri Myong-guk und Kim Myong-gil jeweils im Aufgebot. Ju kam stattdessen beim AFC Challenge Cup 2008 in allen Partien zum Einsatz, verfehlte mit dem Team aber durch eine 0:1-Halbfinalniederlage die mögliche Qualifikation für die Asienmeisterschaft 2011. Zwei Jahre später nahm er erneut mit einer B-Auswahl als Stammtorhüter am AFC Challenge Cup teil. Dabei zog man ins Finale ein, in dem man sich nach Elfmeterschießen gegen Turkmenistan durchsetzte und somit doch noch die Qualifikation für die Asienmeisterschaft realisierte. Ju musste in den fünf Turnierpartien nur in den beiden Spielen gegen Turkmenistan je einen Gegentreffer hinnehmen und parierte den Elfmeter des sechsten turkmenischen Schützen und sicherte seinem Team damit den Turniergewinn.